# Freske v Capella dell' Assunta
Cappella dell'Assunta (Kapela Marijinega vnebovzetja) je v stolnici v Pratu, desno od Cappella Maggiore, ki jo je poslikal Filippo Lippi s fresko Zgodbe o svetem Štefanu in svetem Janezu Krstniku. Obstaja cikel fresk na zgodbah Device in svetega Štefana Paola Uccella in Andrea Giusta Manzinija, ki segajo v 1430-1450.

## Zgodovina
Freske so bile naslikane od leta 1435 po naročilu trgovca z volno Michele di Giovannino di Sandro. Paolo Uccello je moral najprej delati na njem, le da ga je leto kasneje zamenjal Andrea di Giusto, ki je dokončal delo, potem ko se je drugi vrnil v Firence, da bi sodeloval pri nekaterih pomembnih naročilih v Firenški stolnici. Do konca desetletja naj bi bil končan tudi ta drugi prispevek.
Kritiki so dolgo razpravljali o pripisu fresk: Papež-Hennessy, Pudelko in Mario Salmi so zanikali Paolov neposredni poseg in jih pripisali enemu od njegovih učencev, imenovanemu 'Maestro di Prato' (Papež-Hennessy), 'Mojster of Quarate' (Pudelko) ali 'Mojster iz Karlsruheja' (Salmi). Drugi pa so potrdili dodelitev mojstru (Berti, Parronchi), ki je temeljila na popolnem obvladovanju perspektive in uravnoteženem prostorskem ritmu v delih, ki so mu bili dodeljeni, pa tudi na izraznosti nekaterih likov, ki so postali ena izmed posebnosti Paolovega sloga.

## Opis
Freske so organizirane v treh registrih: spodnjem, srednjem in zgornji luneti, razdeljeni z okrasnimi pasovi, v katere je vstavljenih petnajst glav. V križnem oboku so personifikacije Vrlin, vhodni obok pa krasijo štiri postavne figure svetnikov. Na steni za oltarjem je bila tudi figura blaženega Jacopona da Todija, ki jo pripisujejo Paolu Uccellu in je danes shranjena v lokalnem mestnem muzeju.
Leva stena prikazuje Zgodbe svetega Štefana, zavetnika mesta Prato; od zgoraj:
- Spor svetega Štefana, pripisan Paolu Uccellu
- Kamenjanje svetega Štefana, pripisano Paolu Uccellu (zgornji del) in Andrei di Giustu (figuri v ospredju)
- Odkritje trupla svetega Štefana, pripisano Andrei di Giustu

Na desni steni so Marijine zgodbe, lastnice kapele; od zgoraj:
- Marijino rojstvo, pripisano Paolu Uccellu
- Predstavitev Marije v templju, pripisana Paolu Uccellu
- Marijina poroka, pripisana Andrei di Giustu

Pripisovanje vrlin je negotova, medtem ko so glave in svetniki na splošno pripisani Paolu Uccellu.
Zadnja stena je skoraj zagotovo imela lik izgubljene Marije vnebovzete. Od tod prihaja edino ohranjeno delo blaženega Jacoponeja da Todija, ki je ločeno in ohranjeno v Museo dell'Opera del Duomo.

### Spor svetega Štefana
Štefanov spor (300 x 360 cm) je postavljen pred okroglo stavbo s kupolo, ki jo podpirajo vitki zunanji oporniki na tamburju, in lanterno, ki v malem poustvarja shemo same kupole. Tam je bil odmev Brunelleschijevega izvirnega projekta za kupolo Firenško stolnico, ki je bila v tistih letih zelo aktualna tema v Firencah. Izjemen je svetlobni opis različnih vidikov stavbe, z deli, ki so dosledno v svetlobi ali v senci, glede na vir, ki je predstavljen na levi, od ladje cerkve.
V ospredju, na natančno opisanem tlakovanem podu, se odvija svetnikov spor z obiskovalci jeruzalemskega templja, v resnici skupino bogatih trgovcev tistega časa, razdeljenih v dve simetrični skupini in v svojih razkošnih oblačilih sodobnikov, z rdečimi ogrinjali in klobuki, obrobljeni s krznom. Med najbolj posrečenimi deli prizora so obrazi svetnika in nekaterih mimoidočih, zaznamovani z močnimi izrazi, ponekod skoraj grotesknimi, ki poudarjajo dramsko napetost. Najbolj živahnega, ki se z grozeče dvignjenim prstom nagne k svetniku, za pas ga drži spremljevalec, preden se verski spor sprevrže v prepir.
Barvni toni v nežnih pastelnih notah so zelo graciozni in dosegajo vrhunec v svetnikovem akvamarinskem plašču, okrašenem z velikimi rastlinskimi motivi, po tedanji modi. Gube oblačil so dolge in globoke, s poudarjenim volumnom teles, ki odsevajo Masacciove vplive.

### Kamenjanje svetega Štefana
Kamenjanje svetega Štefana (310 x 420 cm) je bolj manierno, z vznemirjenimi držami krvnikov, ki v resnici oddajajo določeno nerodnost, ki se nanaša na roko manj nadarjenega Andrea di Giusta. Paolu Uccellu je namesto tega dodeljeno arhitekturno ozadje, ki prikazuje visoko mestno obzidje, iz katerega gleda vrsta stavb: stolpnica, koničast zvonik, kohlidni steber (citat Trajanovega stebra, ki bi potrdil Paolovo potovanje v Rim), drugi stolp, eden je nadgrajen z ložo, drugi stolp zvonika in kupola, obdana z lanterno, ki je zelo podobna Brunelleschijevi arhitekturi, zlasti Kapeli Pazzijev ali Stari zakristiji.

### Odkritje trupla svetega Štefana
Odkritje trupla svetega Štefana pripisujejo, tako kot drugo fresko v spodnjem registru, Andrei di Giustu, ki je dokončal podvig po Paolovem odhodu. Prizor je postavljen v stolnico z nekaterimi prostorskimi strategijami, ki spominjajo na Predstavitev v templju Ambrogia Lorenzettija: zatemnitev najbolj oddaljenih delov, skrajšani pogled na zgornji del, festoni, ki jih držijo figurativni kipi.
Med množico mimoidočih, med katerimi je na desni prepoznati dva takratna plemiča s sokolom, škof obhaja pogreb svetega Štefana, ki je ponovno združen s telesom drugega mučenika diakona, svetega Lovrenca. Ton predstavitve je očarljiv, s svetlimi barvami in veliko pozornostjo do podrobnosti.

### Marijino rojstvo
Marijino rojstvo (302 x 361 cm), na desni steni, je postavljeno v umetno izrezano sobo na sprednji steni in tudi v tem primeru kaže vpliv sienskega slikarstva, zlasti Ambrogia (Zgodbe svetega Nikolaja) in Pietra Lorenzettija. (Marijino rojstvo), racionalizirano v smeri boljšega perspektivnega upodabljanja.
V sobi svete Ane, prekriti s preprogo, ženska počiva v veliki škatlasti postelji, pomagata ji dve služkinji, ki ji prineseta umivalnik vode, da si umije roke in nekaj hrane na pladnju. Tretja se spušča po stopnicah na levi strani z drugo posodo v roki, njena oblačila pa se premikajo iz njenega hitrega tempa, za katere se zdi, da pričakujejo svilnate cvetove Filippa Lippija in njegovih kasnejših oboževalcev. V ospredju za deklico in njeno prvo kopanje skrbita dve služabnici, ki jima pomaga deklica z brisačo, opazujejo pa jo tri plemkinje, stroge v svojih ritmičnih gibih in ritmični hoji, ki obiščejo novopečeno mamico. Njihovi plašči, rdeča, rumena in vodno zelena, povzemajo prevladujoče barve prizora in ustvarjajo nekakšno pavzo, sestavljeno samo iz barv v natrpanem in podrobnem prizoru. To je geometrizirajoča težnja, ki jo je umetnik izrazil že v prvih freskah v križnem hodniku Santa Maria Novella.
Scena je zelo zapletena in natrpana, z izginjajočo točko na desni, zunaj reprezentacije, ki podpira naravni zorni kot gledalca. Strogosti perspektivnega polja, obogatenega s številnimi detajli (kot intarzirana omara ali zgornji balkon), nasprotujejo vitke in gibke ženske figure, včasih upognjen naprej, kot na delih poznogotske tradicije. To je razvidno predvsem iz skupine obiskujočih žensk na desni oziroma služkinje, ki nosi kosilo porodnici, medtem ko sta v ospredju služabnici, pri katerih najdemo že zanimanje za Masaccievo delo. Izraze odlikuje drznost: zdaj muhasti, zdaj spogledljivi, ki jih v svoji bledici poudarja umetnikov tipični zelenkasti pripravek, ki se dobro poda k živahni in antinaturalistični paleti, sestavljeni iz nenavadnih tonov, izbranih izmed sekundarnih barv.
Med naturalističnimi notami izstopajo steklene ali kovinske posode, realistično prozorne ali sijoče, v katerih je razbrati zgodnji vpliv flamskih del.

### Predstavitev Marije v templju
Eden najbolj znanih prizorov cikla je Predstavitev Marije v templju (335 x 420 cm), kjer dominira perspektivno stopnišče, ki vodi mlado Marijo v krožni tempelj, kjer jo čaka duhovnik. Tu bo do poroke živela kot nekakšna nuna in popolnoma ohranila svojo nedolžnost. Perspektivno polje tudi tukaj temelji na drznem predskrajšanju, katerega točka izginotja je na skrajni desni strani. Tempelj je močno značilen v klasičnem ključu, kar kaže na vpliv že spisov Leona Battiste Albertija: nažlebljeni zaviti stebri podpirajo korintske kapitele, z oblikovano entablaturo, za katero je značilen friz iz polikromiranega marmorja, vse delno obdano z zaveso (delno odrgnjeno), ki meri njegovo popolno krožnost.
Sestre so predstavljene v templju v ozadju, medtem ko je na levi strani, na ozadju klesane palače, ki je domiselno obarvana v rožnato in turkizno, mogoče videti Ano in Jožefa, ki sta žalostna zaradi ločitve od svoje hčerke, blizu ženske s posebej intenzivnim pogledom. Marijina obleka kaže poznogotske reminiscence v zavihanju roba, ki ustvarja vijugasto linijo. Anina je bolj kiparska, z globokimi žlebastimi gubami, nepredstavljiva brez Donatellovega vpliva.
Spodaj sta  zelo majhna dva otroka od zadaj, ki bosta pozdravila Marijo, morda dva tovariša za igro, medtem ko na sta levi lika, eden kleči in en, ki stoji v značilni profilni pozi strank, morda Michele di Giovannino in eden od njegovih nečakov. Figura, ki se na koncu ozre proti gledalcu, bi lahko bila umetnikov avtoportret. Dva pritlikava otroka ali protislovna poza Marije, ki med tekom obrne hrbet, vendar z obrazom v profilu, sta bizaren vidik umetnosti Paola Uccella. Čudno je tudi miniaturno mesto, v celoti sestavljeno iz stolpov in konic, ki krona enega od vrhov v daljavi.
Čvrsta geometrijska postavitev se zgleduje po Brunelleschijevih modelih, ni pa izključeno, da so vplivali tudi na Donatellova dela, kot je Herodov banket, že v zbirkah Medičejcev, kjer je podobno stopnišče s parapetom.

### Marijina poroka
Marijine zgodbe zaključuje Marijina poroka Andrea di Giusta, postavljena na trg pred cerkvijo z renesančnim pročeljem (ki spominja na dela Leona Battiste Albertija), med ložo in klesano palačo. V ospredju poteka poroka, ki jo zapečati duhovnik, ki ima tradicionalen pristop: moški na levi, jezni, ker niso bili izbrani, ki razbijejo kije, ki niso čudežno razcvetele v nasprotju s svetim Jožefom, in ženske na desni.
Tudi tu izstopa občutek za barvo, mehak in očarljiv, fizionomije in drža likov pa delujejo bolj manierna.

### Tondo
V okvirjih med enim in drugim prizorom je niz okroglih likov z obrazi v ospredju, postavljenih na vsakem vogalu in v središču daljših stranic. Njihovo pripisovanje je združljivo s tistimi na bližnjih freskah: višje pripadajo Paolu Uccellu, nižje pa Andrei di Giustu. Motiv glav in doprsnih kipov, ki je bil v modi od 14. stoletja, je bil običajno rezerviran za figure svetnikov, pogosto delo mojstrove delavnice. V tem primeru, zlasti v delih Paola Uccella (pa tudi v tistih, ki se nanašajo na Andrea di Giusto, kjer so tudi z manjšo umetniško globino uporabljene poze in fizionomije, ki morda izhajajo iz risb, ki jih je zapustil sam Uccello), namesto tega opazimo vrsto moških in ženskih likov, za katere so značilni radovedni in izvirni izrazi, včasih čemerni, zdaj zamišljeni, zdaj vprašujoči ali zasanjani.
Med najbolj občudovanimi je obraz moškega s krznenim klobukom (spodnji desni kot predstavitve), ki ima zategnjene mišice na vratu in ob straneh ust, oči mežikajo in se premikajo, da bi nekaj videle zgoraj levo. Kalibracija svetlobe je opazna, primerljiva z nekaterimi obrazi Angelica ali Domenica Veneziana. Ali spet moški z rdečim nosom, ki gleda navzgor, plešasti moški, ki dvomljivo naguba usta in čelo, ženske postave redke svežine.
Kljub obrobnemu bistvu teh tondov izstopajo po skrbnem modeliranju in izjemni finosti, ki z radovednostjo preiskuje prikazovanje človeških čustev.

### Vrline
Vrline (vera, upanje, dobrodelnost in trdnost) v oboku je poslikal Paolo Uccello s sodelavci. Vstavljeni v notranjost mandorle so zlahka prepoznavne po svojih lastnostih. Predstavljajo linearni ritem, za katerega so značilne gibke in proste ukrivljene linije, zlasti v konturah in v toku draperije. Nekatere od njih imajo tisto fizionomsko intenzivnost in geometrično tendenco, ki sta značilni za mojstra. Poleg tega se barvna shema že zdi zmanjšana, kot je značilno za druga mojstrova dela, s simfonijo bledih in nežnih barv, združenih s treznostjo.
- Dobrodelnost
- Vera
- Trdnost